# Rete nervosa

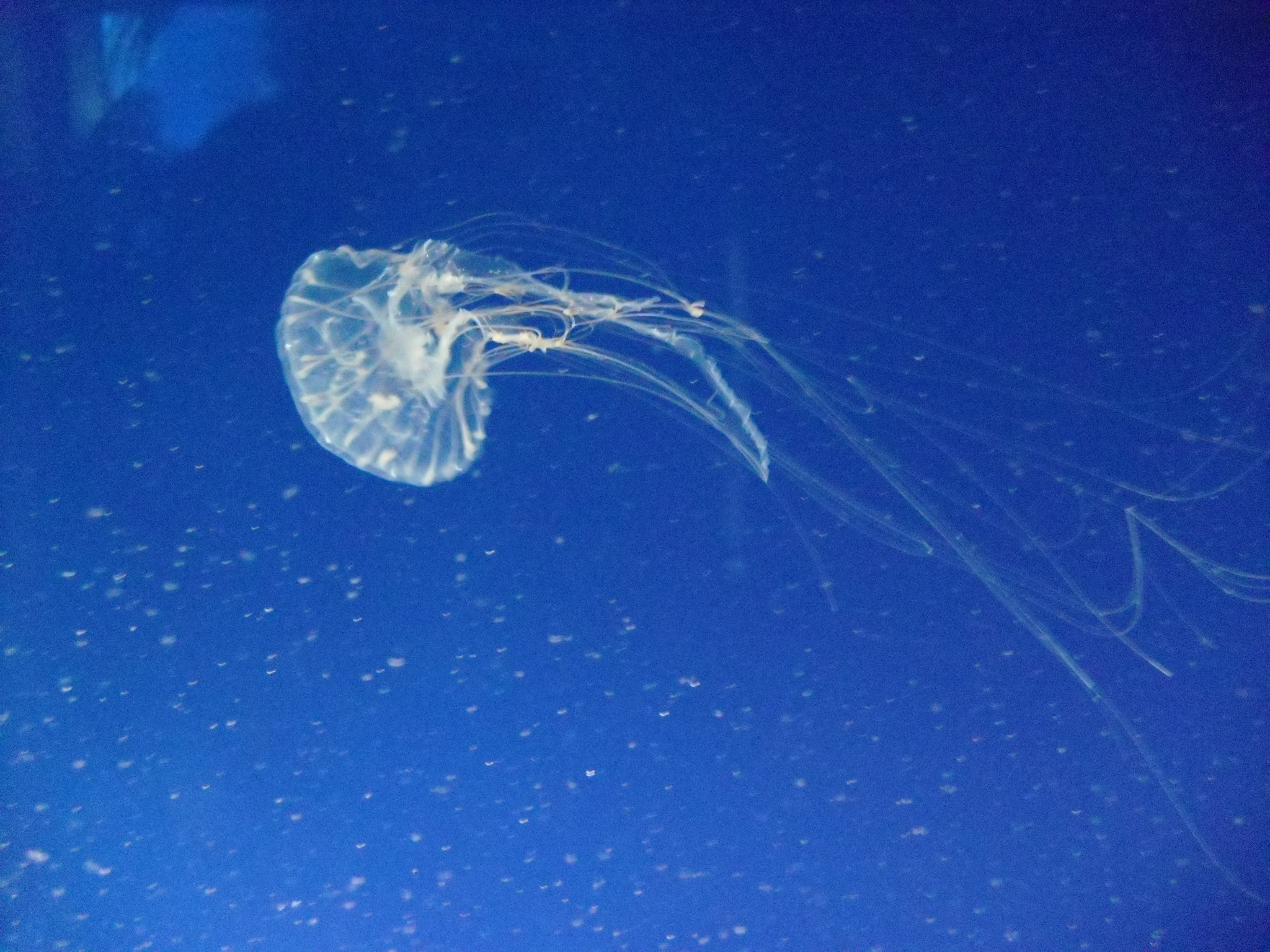
Medusa crisaora

Una rete nervosa è costituita da neuroni interconnessi privi di un cervello o di qualsiasi forma di cefalizzazione. Mentre gli organismi con simmetria bilaterale del corpo sono normalmente associati a un sistema nervoso centrale, gli organismi con simmetria radiale sono associati a reti nervose. Le reti nervose possono essere trovate nei membri dei phyla Cnidaria, Ctenophora ed Echinodermata, che si trovano tutti negli ambienti marini. Le reti nervose possono fornire agli animali la capacità di percepire gli oggetti attraverso l'uso dei neuroni sensoriali all'interno della rete nervosa.
La rete nervosa è la forma più semplice di sistema nervoso trovato negli organismi pluricellulari. A differenza dei sistemi nervosi centrali, dove i neuroni sono tipicamente raggruppati, i neuroni presenti nelle reti nervose si trovano distanti gli uni dagli altri. Questo sistema nervoso consente ai cnidari di rispondere al contatto fisico. Possono rilevare cibo e altre sostanze chimiche in modo rudimentale. Mentre la rete nervosa consente all'organismo di rispondere al suo ambiente, non serve come mezzo attraverso il quale l'organismo può rilevare la fonte dello stimolo. Per questo motivo, animali semplici con reti nervose, come l'Hydra, produrranno tipicamente la stessa potenza motrice in risposta al contatto con uno stimolo, indipendentemente dal punto di contatto.
L'anatomia e il posizionamento delle reti nervose possono variare da organismo a organismo. Le idre, che sono cnidari, hanno una rete nervosa in tutto il corpo. D'altra parte, le stelle marine, che sono echinodermi, hanno una rete nervosa in ciascun braccio, collegata da un anello centrale dal nervo radiale al centro. Questa disposizione è più adatta a controllare movimenti più complessi di una rete nervosa diffusa.

## Evoluzione

Albero filogenetico

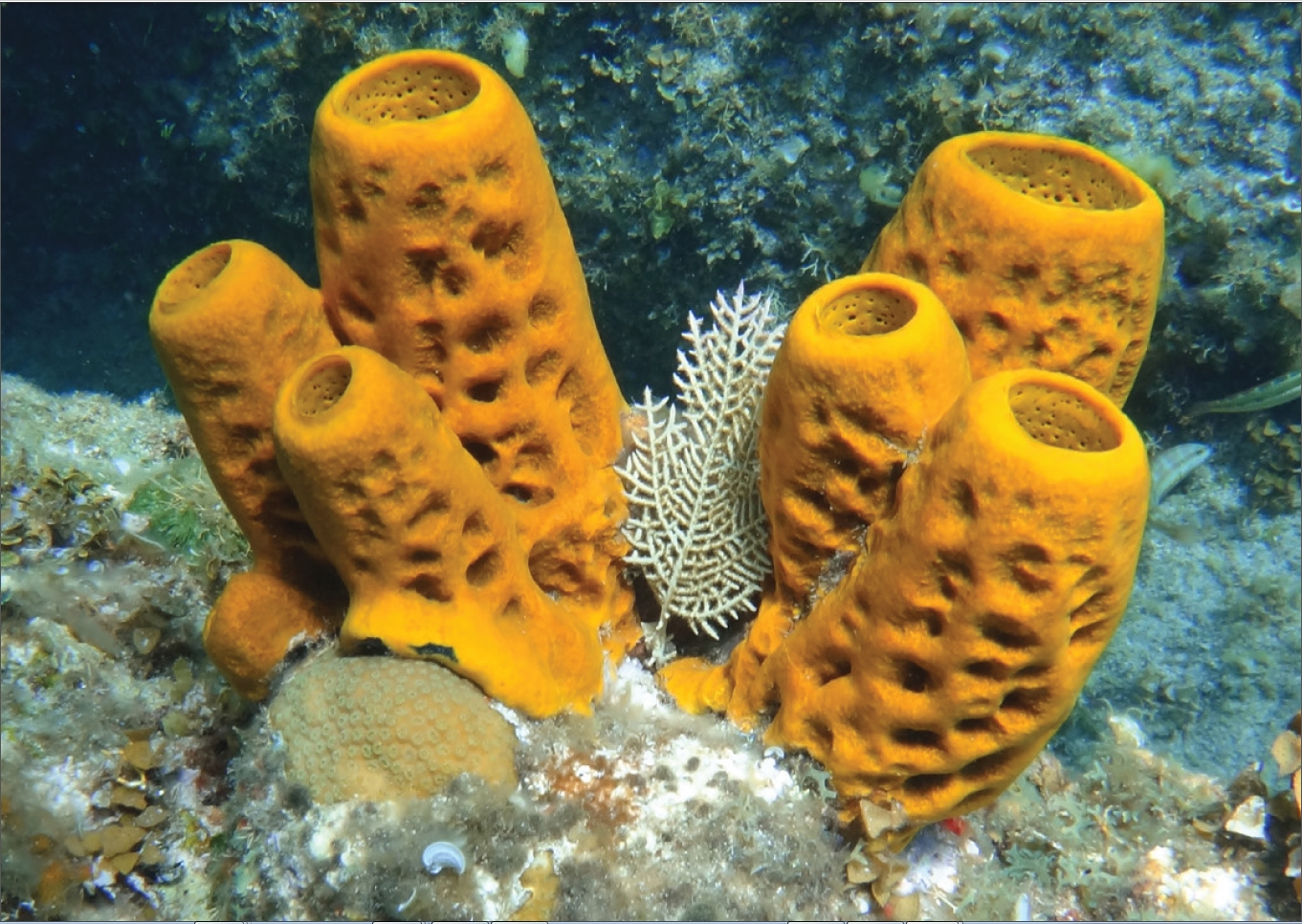
Le spugne non possiedono neuroni e pertanto non hanno né un sistema nervoso né una rete nervosa, ma contengono gli omologhi di diversi geni trovati in Cnidaria che sono importanti nella formazione dei nervi

La comparsa del vero tessuto nervoso si è verificata a seguito della divergenza nell'ultimo antenato comune di Porifera (spugne) e Cnidaria e Ctenofora. L'esistenza delle reti nervose è meglio compresa studiando l'outgroup di Porifera e ricercando gli organismi contemporanei che hanno reti nervose.
Porifera è un phylum esistente nel regno animale, e le specie appartenenti a questo phylum non hanno sistemi nervosi. Sebbene Porifera non formi sinapsi e miofibrille che consentano la trasmissione neuromuscolare, le spugne differenziano un sistema proto-neuronale e contengono gli omologhi di diversi geni trovati in Cnidaria che sono importanti nella formazione dei nervi. Le cellule di spugna hanno la capacità di comunicare tra loro tramite ioni calcio o con altri mezzi. Le larve di spugna differenziano le cellule sensoriali che rispondono agli stimoli inclusi luce, gravità e movimento dell'acqua, che aumentano la fitness dell'organismo. Oltre alle cellule sensoriali differenziate durante lo sviluppo, Porifera adulta mostra attività contrattile.
La comparsa di sistemi nervosi è stata collegata all'evoluzione dei canali ionici voltaggio-dipendenti del sodio (Nav). I canali Nav consentono la comunicazione tra le cellule su lunghe distanze attraverso la propagazione di potenziali d'azione, mentre i canali del calcio voltaggio-dipendenti (Cav) consentono la segnalazione intercellulare non modulata. È stato ipotizzato che i canali Nav si siano differenziati dai canali Cav sia all'emergenza dei sistemi nervosi sia prima dell'emergenza di organismi multicellulari, sebbene l'origine dei canali Nav nella storia evolutiva rimane sconosciuta. I poriferi mancano dei canali Nav, o a causa della divergenza con Cnidaria e Ctenophora o nel corso dell'evoluzione hanno perso la funzione del gene che codifica i canali Nav. Di conseguenza, le spugne contengono canali Cav che consentono la comunicazione intercellulare, ma mancano dei canali Nav che forniscono la conduttanza dei potenziali d'azione nelle reti nervose.
Le reti nervose si trovano in specie nel phylum Cnidaria (ad esempio scyphozoa, cubomeduse e anemoni di mare), Ctenophora ed Echinodermata. Sia Cnidaria che Ctenophora esibiscono simmetria radiale e sono noti collettivamente come celenterati. I celenterati divergevano 570 milioni di anni fa, prima dell'esplosione del Cambriano, e sono i primi due phyla a possedere sistemi nervosi che si differenziano durante lo sviluppo e comunicano per conduzione sinaptica. La maggior parte della ricerca sull'evoluzione del tessuto nervoso riguardante le reti nervose è stata condotta usando cnidari. I sistemi nervosi dei celenterati consentono sensazioni, contrazioni, locomozione e comportamenti di caccia / alimentazione. Celenterati e bilateriani condividono meccanismi neurofisiologici comuni; come tali, i celenterati forniscono un sistema modello per tracciare le origini della neurogenesi. Ciò è dovuto alla prima comparsa di neurogenesi che si è verificata nell'eumetazoa, che era un antenato comune di celenterati e bilateriani. Una seconda ondata di neurogenesi si è verificata dopo la divergenza dei celenterati nell'antenato comune dei bilateria. Anche se gli animali con le reti nervose mancano di un vero cervello, hanno la capacità di mostrare movimenti e comportamenti complessi. La presenza di una rete nervosa consente ad un organismo appartenente ai suddetti phyla di Cnidaria, Ctenophora ed Echinodermata di avere una maggiore forma fisica in seguito alla capacità di rispondere al proprio ambiente.

## Neurogenesi dello sviluppo
La neurogenesi dello sviluppo delle reti nervose è conservata tra i phyla ed è stata studiata principalmente in cnidaria, specialmente nell'organismo modello Hydra. Quanto segue discute lo sviluppo della rete nervosa in Cnidaria, ma lo stesso meccanismo per la differenziazione del tessuto nervoso è presente in Ctenophora ed Echinodermata. La Cnidaria si sviluppa da due strati di tessuto, l'ectoderma e l'endoderma, e sono quindi definiti diploblasti. L'ectoderma e l'endoderma sono separati da uno strato di matrice extracellulare chiamato mesoglea. Cnidaria inizia a differenziare i loro sistemi nervosi nella gastrula tardiva. In Hydrozoa e Anthozoa, le cellule staminali interstiziali dell'endoderma generano neuroblasti e nematoblasti che migrano verso l'ectoderma e provvedono alla formazione del sistema nervoso lungo l'asse antero-posteriore. I non idrozoici non hanno cellule staminali interstiziali e i neuroni derivano dalle cellule epiteliali, che sono molto probabilmente differenziate dall'ectoderma come avviene nei vertebrati. La differenziazione avviene vicino al poro aborale e qui rimane la maggior parte dei neuroni.
Nelle larve di Cnidaria, i neuroni non sono distribuiti in modo omogeneo lungo l'asse antero-posteriore; Cnidaria dimostra le polarità anatomiche durante la differenziazione di un sistema nervoso. Esistono due ipotesi principali che tentano di spiegare la differenziazione delle cellule neuronali. L'ipotesi dello zootipo dice che i geni regolatori definiscono un asse antero-posteriore e l'ipotesi di urbilateria dice che i geni specificano un asse dorsale-ventrale. Gli esperimenti suggeriscono che la neurogenesi dello sviluppo è controllata lungo l'asse antero-posteriore. Il meccanismo con cui questo si verifica è simile a quello riguardante la modellazione anteriore a posteriore del sistema nervoso centrale in bilaterio. La conservazione dello sviluppo del tessuto neuronale lungo l'asse antero-posteriore fornisce una visione della divergenza evolutiva dei celenterati e dei bilateriani.
Neurogenesi si verifica in Cnidaria non solo durante gli stadi dello sviluppo, ma anche negli adulti. Hydra, un genere appartenente alla Cnidaria, è usato come organismo modello per studiare le reti nervose. Nella colonna del corpo di Hydra, vi è una continua divisione delle cellule epiteliali mentre la dimensione dell'Idra rimane costante. Il movimento dei singoli neuroni è accoppiato al movimento delle cellule epiteliali. Gli esperimenti hanno dimostrato che una volta che i neuroni sono differenziati, la divisione delle cellule epiteliali guida il loro inserimento nella rete nervosa. Come avviene la neurogenesi, un gradiente di densità delle cellule neuronali appare nel corpo. La rete nervosa di ogni specie cnidaria ha una composizione unica e la distribuzione dei neuroni in tutto il corpo avviene attraverso un gradiente di densità lungo l'asse prossimale-distale. Il gradiente di densità va da alto a basso dall'estremità prossimale a quella distale dell'Hydra. La più alta concentrazione di neuroni è nel disco basale e il più basso (se i neuroni sono ancora presenti) è nei tentacoli. Durante lo sviluppo di Hydra, la quantità di neuroni aumenta gradualmente fino a un certo livello e questa densità viene mantenuta per tutta la durata della vita dell'organismo, anche dopo un evento di amputazione. Dopo l'amputazione, avviene la rigenerazione e il gradiente di densità del neurone viene ristabilito lungo l'Hydra.

## Anatomia

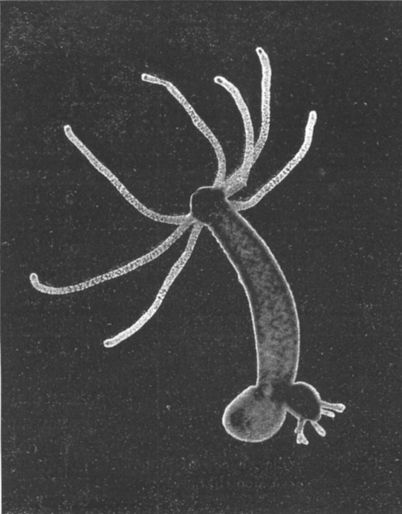
Hydra

Una rete nervosa è una rete diffusa di cellule che possono riunirsi per formare gangli in alcuni organismi, ma non costituiscono un cervello. In termini di studio delle reti nervose, le specie del genere Hydra sono modelli ideali di Cnidaria da studiare e su cui eseguire i test, per i seguenti motivi: possiedono reti nervose semplici, hanno un alto tasso di rigenerazione e sono facili da manipolare nelle procedure sperimentali. Ci sono due categorie di cellule nervose che si trovano nelle reti nervose di Hydra: gangliare e sensoriale. Mentre le cellule gangliari si trovano normalmente vicino alle estremità basali delle cellule epiteliali, le cellule sensoriali generalmente si estendono in direzione apicale dai processi muscolari delle estremità basali. Mentre i gangli generalmente forniscono connessioni intermedie tra le diverse strutture neurologiche all'interno di un sistema nervoso, le cellule sensoriali servono a rilevare diversi stimoli che potrebbero includere luce, suono, tatto o temperatura. Ci sono molti sottoinsiemi di neuroni all'interno di una rete nervosa e il loro posizionamento è altamente specifico per la posizione. Ogni sottoinsieme di un neurone ha una distribuzione costante e regionale. In un'Idra, i corpi cellulari delle cellule sensoriali epidermiche si trovano solitamente intorno alla bocca alla punta apicale dell'ipostoma, i neuriti di solito sono diretti lungo i lati dell'ipostoma in direzione radiale, e le cellule gangliari si trovano nella regione basale dell'ipostoma (nel mezzo dei tentacoli e appena sotto la testa). Le reti nervose contengono neuroni intermedi che consentono la modulazione dell'attività neurale che si verifica tra la sensazione dello stimolo e l'uscita motoria.

## Fisiologia
Ogni neurone sensoriale all'interno di una rete nervosa risponde a ciascun stimolo, come gli odori o gli stimoli tattili. I motoneuroni comunicano con le cellule tramite sinapsi chimica per produrre una certa reazione a un dato stimolo, quindi uno stimolo più forte produce una reazione più forte dall'organismo. Se uno stimolo particolare è più grande di un altro, verranno stimolati più recettori delle cellule sensoriali (che rilevano gli stimoli) che alla fine scateneranno una risposta più ampia. In un assone tipico non mielinizzato, il potenziale di azione viene condotto a una velocità di circa 5 metri al secondo, rispetto a una fibra neurale umana mielinizzata che conduce a circa 120 metri al secondo. Mentre le reti nervose usano gli ormoni, la fisiologia totale non è molto ben compresa. Gli ormoni normalmente trovati nei vertebrati sono stati identificati nei tessuti della rete nervosa. Non è noto se svolgano la stessa funzione di quelli trovati nei vertebrati e sono state fatte poche ricerche per risolvere la domanda. Ormoni come steroidi, neuropeptidi, indolamine e altri composti organici iodurati sono stati osservati nei tessuti degli cnidari. Questi ormoni svolgono un ruolo in molteplici percorsi nella neurofisiologia delle vertebre e nel sistema endocrino, compresi ricompensa e complessi percorsi di stimolazione biochimica per la regolazione della sintesi lipidica o steroidi sessuali simili.
Poiché le cellule cnidari non sono organizzate in sistemi di organi, è difficile assumere il ruolo del sistema di reti nervose endocrine impiegato da questi tipi di specie. Una rete nervosa è considerata una struttura separata negli cnidari ed è associata a molecole segnale; è principalmente considerato un percorso neurochimico. Potenziali molecole di segnale sono state notate in certe anatomie della rete nervosa. Come funzionano le molecole del segnale non è noto. È stato dimostrato, tuttavia, che la risposta nematocica (pungente) non è correlata all'attività del nervo.